# Pariser Botschafterkonferenz

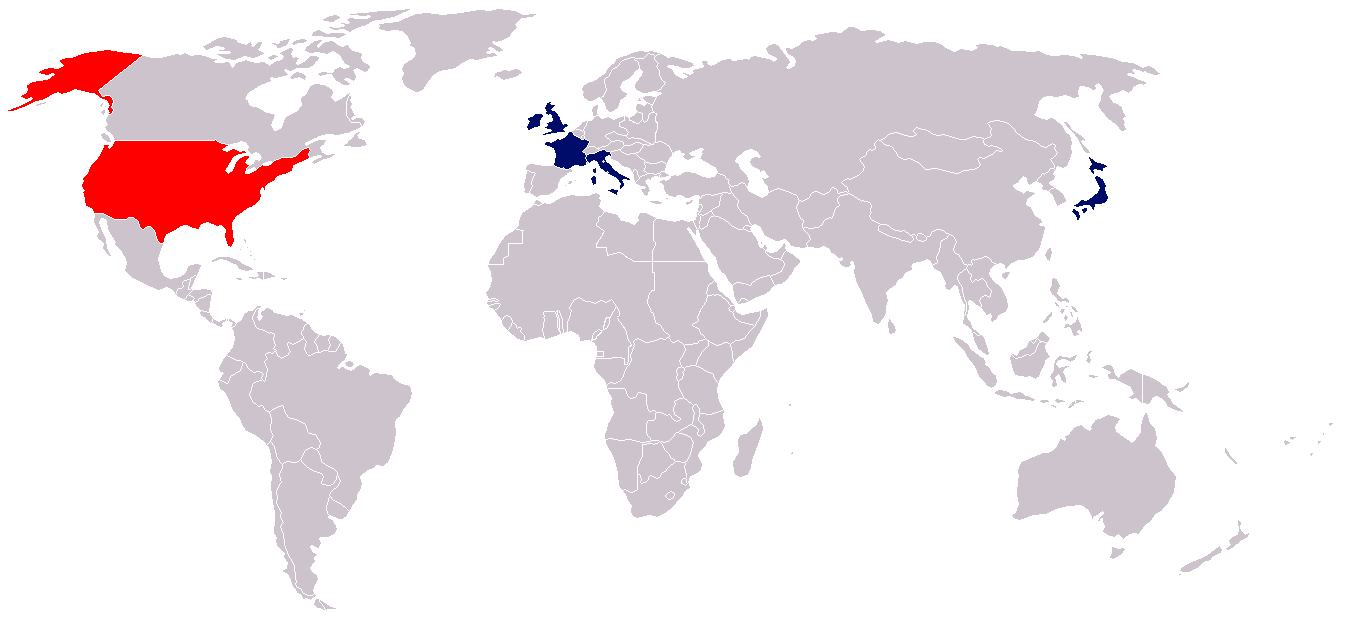
Mitgliedsstaaten (in Blau) und Beobachter (in Rot) mit Stand 1919, in den Grenzen von 1921

Die Pariser Botschafterkonferenz (offizieller Name: Konferenz der Botschafter der alliierten und assoziierten Regierungen, auch Botschafterrat genannt) war als Organisation der Siegermächte des Ersten Weltkriegs maßgeblich an der Gestaltung der Nachkriegsordnung beteiligt. Sie wurde zum Ende der Pariser Friedenskonferenz im Januar 1920 gegründet, um die Einhaltung der dort verhandelten Friedensverträge zu überwachen. Nach Abschluss der Verträge von Locarno wurde sie zunehmend inaktiver, formal aufgelöst wurde die Botschafterkonferenz im Jahr 1931 oder 1935.

## Zusammensetzung
Die Konferenz bestand aus den Pariser Botschaftern von Großbritannien, Italien und Japan sowie dem Außenminister von Frankreich. Der Botschafter der USA nahm an den Sitzungen des Gremiums nur als Beobachter teil, da die Vereinigten Staaten sich lediglich als assoziierte Macht der Entente verstanden. Als Generalsekretär fungierte der französische Diplomat René Massigli, den Vorsitz hatte stets der französische Außenminister inne (in diesem Amt unter anderem Georges Clemenceau, Raymond Poincaré und Aristide Briand). Vor Massigli hatte ein anderer französischer Diplomat, Jules Laroche, das Amt des Generalsekretärs inne – da sich zu diesem Zeitpunkt die Botschafterkonferenz jedoch noch nicht institutionalisiert hatte, wird er oft nicht genannt.
Als Koordinator der Politik der Siegermächte gegenüber den anderen ehemaligen Kriegsparteien wurde die Botschafterkonferenz der Nachfolger des Alliierten Obersten Kriegsrats. Später war sie de facto dem Völkerbund unterstellt, agierte jedoch weiterhin weitgehend unabhängig.

## Tätigkeit und Entscheidungen
Die Botschafterkonferenz sollte die Implementierung der Friedensverträge überwachen, durchsetzen und bei daraus resultierenden territorialen Streitigkeiten in Europa vermitteln. Zu den von ihr behandelten Materien, für die im Regelfall eigene Kommissionen gebildet wurden, gehörten unter anderem die Volksabstimmung in Oberschlesien, der tschechoslowakisch-polnische Streit um das Olsagebiet, der polnisch-litauische Streit um Vilnius, der Status des Memellands und Montenegros, die Besetzung Kärntens durch den SHS-Staat, die Landnahme des Burgenlandes und der albanisch-griechische Streit um Korfu und Nordepirus. Letzterer Fall war der Botschafterkonferenz durch den Völkerbund zugewiesen worden, die daraufhin eine Kommission unter dem italienischen General Enrico Tellini einsetzte. Als sich abzeichnete, dass die Kommission sich für eine Abtretung an Albanien aussprechen werde, ging die griechische Regierung auf Konfrontationskurs zu den Siegermächten. Am 27. August 1923 fiel Tellini in Kakavija an der albanisch-griechischem Grenze nahe Ioannina einem Anschlag zum Opfer. Italiens Regierung forderte daraufhin eine Entschuldigung Griechenlands, Reparationszahlungen von 50 Millionen Lire sowie ein Staatsbegräbnis für Tellini. Die griechische Regierung lehnte die demütigende Forderung in Teilen ab, woraufhin Italien noch im August 1923 Korfu bombardierte und besetzte (→Korfu-Zwischenfall). Mussolini lehnte es ab, mit dem Völkerbund in der Frage zu kooperieren, da die Kompetenzen bei der Botschafterkonferenz lägen. Die Botschafterkonferenz beschloss schließlich Bestimmungen für das Ende der Besatzungen, die de facto allen Forderungen Italiens entsprachen. Die italienischen Truppen mussten Korfu im September 1923 verlassen.
Nach dem Polnisch-Sowjetischen Krieg beschloss die Botschafterkonferenz am 15. März 1923 eine „Entscheidung über die Ostgrenzen Polens“, in der die neue russisch-polnische Grenze anerkannt und Ostgalizien unter „Rücksichtnahme auf das Erfordernis einer Autonomieverwaltung“ vollständig dem polnischen Staat zugesprochen wurde. Das im September 1922 vom Sejm beschlossene Autonomiestatut für Ostgalizien wurde jedoch nie umgesetzt, und die Entscheidung verschärfte ethnische Spannungen in Ostgalizien nur noch mehr.
1922 forderte die Botschafterkonferenz unter Berufung auf den Versailler Vertrag den Abbau der Eisenbahnstrecke Odernheim–Staudernheim und den Rückbau der restlichen Glantalbahn auf ein Gleis. Die deutsche Regierung protestierte, und nach sieben Jahren konnte ein Kompromiss gefunden werden.
Auch die Aufteilung der Kampfschiffe der österreichischen Marine auf die Nachfolgestaaten war ein Thema; hier wurde am 15. April 1920 eine Entscheidung getroffen.